# الینور هالوول آبوت
الینور هالوول آبوت (انگلیسی: Eleanor Hallowell Abbott; ۲۲ سپتامبر ۱۸۷۲ – ۴ ژوئن ۱۹۵۸) شاعر، رمان‌نویس، نویسنده، و نویسنده کودکان اهل ایالات متحده آمریکا بود.